# Westafrikanischer Guereza
Der Westafrikanische Guereza (Colobus guereza occidentalis) ist eine Unterart des Mantelaffen. Er kommt im östlichsten Nigeria, in Kamerun, im Nordosten von Gabun, im Norden der Republik Kongo, in der Demokratischen Republik Kongo nördlich des Kongos, in der Zentralafrikanischen Republik, im westlichen Südsudan und im Westen von Uganda vor. Das Verbreitungsgebiet erstreckt sich in Ost-West-Richtung über eine Länge von 2500 km.

## Merkmale
Männchen des Westafrikanischen Guereza erreichen eine Kopf-Rumpf-Länge von 53,5 bis 69 Zentimeter, haben einen 67 bis 88,5 Zentimeter langen Schwanz und erreichen ein Gewicht von 6,8 bis 11,3 Kilogramm. Weibchen bleiben mit einer Kopf-Rumpf-Länge von 48,5 bis 64 Zentimeter, einem 71,5 bis 82,5 Zentimeter langen Schwanz und einem Gewicht von 5,4 bis 10,39 Kilogramm etwas kleiner. Verglichen mit der Nominatform des Mantelaffen sind die weißen Mantelhaare etwas kürzer und eher cremeweiß gefärbt als schneeweiß, ebenso wie die Haare der Schwanzquaste, die in der Regel ausgedehnter ist als bei der Nominatform.

## Lebensraum und Lebensweise
Der Westafrikanische Guereza kommt in Tiefland- und Bergregenwäldern und in Waldsavannen in den Galeriewäldern entlang von Flüssen vor. Die untere Höhengrenze der Verbreitung liegt bei 170 m über NN. am rechten Ufer des Flusses Ogooué in Gabun. Die obere Höhengrenze liegt im Bwindi Impenetrable National Park in Uganda bei 2500 m über NN. In der Vergangenheit kamen diese Affen im Naturschutzgebiet Kilum-Ijim am Oku-See in Kamerun bis zur Baumgrenze in 2800 Metern Höhe vor, diese Population ist jedoch verschwunden. Der Westafrikanische Guereza lebt in der Regel in Kleingruppen mit 6 bis 11 Exemplaren, darunter ein bis zwei ausgewachsene Männchen, mehrere erwachsene Weibchen und ihre Jungen. In Galeriewäldern in der südlichen Zentralafrikanischen Republik wurden jedoch größere Gruppen mit bis zu 40 Exemplaren beobachtet. In kleinen Wäldern mit einem guten Nahrungsangebot können die Gruppen einen Großteil ihrer Zeit in einem kleinen Gebiet von nur 1 bis 2 ha verbringen, in großen zusammenhängenden Wäldern ist der genutzte Lebensraum viel größer, bis zu 28 ha im Kibale-Wald in Uganda und bis zu 100 ha im Ituri-Wald in der Demokratischen Republik Kongo. Der Westafrikanische Guereza ernährt sich vor allem von Blättern, besonders von frischen Blättern; sind diese jahreszeitbedingt knapp, werden auch ältere Blätter, Früchte und Samen in großen Mengen verzehrt. In Uganda, im Osten des Verbreitungsgebietes, sind die Populationsdichten sehr hoch, westlich davon eher gering. Neben der Jagd durch den Menschen ist wahrscheinlich die schlechtere Qualität der verfügbaren Nahrung ein weiterer Grund für diesen Umstand.

## Systematik
Der Westafrikanische Guereza wurde 1887 durch den französischen Zoologen Alphonse Trémeau de Rochebrune erstmals wissenschaftlich beschrieben. Seine nächsten Verwandten sind der Mau-Forest-Guereza (Colobus guereza matschiei), der seine zwei kleinen Verbreitungsgebiete östlich und nördlich des Victoriasees hat, und Colobus guereza gallarum aus dem östlich des Großen Afrikanischen Grabenbruchs gelegenen Teil des äthiopischen Hochlandes. Zusammen bilden diese drei Unterarten eine Klade, die sich vor etwa 750.000 Jahren von der Klade, zu der die Nominatform des Mantelaffen (C. g. gallarum), der Kikuyu-Guereza (C. g. kikuyuensis) und der Kilimandscharo-Guereza (C. g. caudatus) gehören, getrennt hat.

Das Verbreitungsgebiet des Westafrikanischen Guerezas

## Gefährdung
Der Westafrikanische Guereza hat das größte Verbreitungsgebiet (mehr als 2 Millionen km²) aller Unterarten des Mantelaffen. Nach Einschätzungen der IUCN ist der Gesamtbestand ungefährdet. In den westlich gelegenen, ungeschützten Arealen des Verbreitungsgebietes ist der Westafrikanische Guereza jedoch selten geworden und kommt nur noch in geringen Populationsdichten vor bzw. ist wegen der Jagd zur Bushmeatgewinnung völlig verschwunden. In Uganda kommt der Westafrikanische Guereza in den Nationalparks Queen Elizabeth, Murchison Falls, Bwindi Impenetrable, Kibale und Semuliki vor und ist dort relativ gut geschützt.
Weitere Schutzgebiete, in denen er vorkommt, sind der Südliche Nationalpark im Südsudan, die Nationalparks Garamba und Virunga und die Reservate Bili-Uéré, Sarambwe und Okapi Wildlife in der Demokratischen Republik Kongo, die Nationalparks Odzala-Kokoua und Nouabalé-Ndoki und das Reservat Lac Télé Community in der Republik Kongo, die Nationalparks Dzanga-Ndoki und Mbaeré-Bodingué und die Reservate Chinko und Zemongo in der Zentralafrikanischen Republik, die Nationalparks Ivindo, Mwagna und Minkébé in Gabun, die Nationalparks Lobéké, Boumba-Bek, Nki, Mbam & Djerem, Bénoué, Bouba-Ndjida und Faro und das Biosphärenreservat Dja in Kamerun und der Gashaka-Gumti-Nationalpark und das Waldreservat Ngel Nyaki in Nigeria.